# Старт-Пойнт (Девон)
50°13′18″ пн. ш. 3°38′28″ зх. д. / 50.22167° пн. ш. 3.64111° зх. д.
Старт-Пойнт (Девон) (англ. Start Point, Devon) — мис, розташований на англійському південному узбережжі, в неметрополітенському районі Південний Гамс, у графстві Девон. Знаходиться дуже близько до найпівденнішої точки країни, й позначає південну межу Стартової затоки, яка простягається на північ до естуарію річки Дарт.
Гірські породи мису Старт-Пойнт є зеленішими і слюдяно-сланцевими, утвореними метаморфізмом девонських відкладів у період утворення гір до кінця карбонового періоду.
Назва «Старт» походить від англосаксонського слова steort, що означає хвіст.
У 1836 році через чисельні корабельні аварії у цьому районі на мисі для попередження кораблів про небезпеку мису та навколишніх скель було збудовано маяк «Старт-Пойнт». Маяк та пташиний світ у цьому місці роблять його популярним місцем для відвідувачів.